# Gynenomis
Gynenomis là một chi bướm đêm thuộc họ Crambidae.